# Gattaca
Gattaca er en amerikansk science fiction dramafilm fra 1997 instrueret og skrevet af Andrew Niccol og produceret af Danny DeVito. Filmen har Ethan Hawke, Uma Thurman og Jude Law på rollelisten og blev nomineret til en Oscar for bedste scenografi.

## Medvirkende
- Ethan Hawke
- Uma Thurman
- Jude Law
- Gore Vidal
- Xander Berkeley
- Jayne Brook
- Elias Koteas
- Loren Dean
- Maya Rudolph
- Blair Underwood
- Ernest Borgnine
- Tony Shalhoub
- Alan Arkin

## Ekstern henvisning
- Gattaca på Internet Movie Database (engelsk)
- Gattaca på Filmdatabasen
- Gattaca på Scope
- Gattaca i Svensk Filmdatabas (svensk)
- Gattaca i Svensk mediedatabas (svensk)
- Gattaca på AlloCiné (fransk)
- Gattaca på MovieMeter (nederlandsk)
- Gattaca på AllMovie (engelsk)
- Gattaca hos American Film Institute (engelsk)
- Gattaca hos British Film Institute (engelsk)